# João Costa (calciatore 2005)
João Gabriel e Costa Cesco (Umuarama, 28 marzo 2005) è un calciatore brasiliano naturalizzato portoghese, attaccante dell'Al-Ettifaq e della nazionale Under-20 portoghese.

## Biografia
È fratello minore di João Cesco, a sua volta calciatore professionista.

## Caratteristiche tecniche
Ala destra di piede mancino, ha nel dribbling la sua arma principale. Può essere impiegato anche come trequartista.

## Carriera

### Club
Cresciuto nei vivai di Palmeiras e Cruzeiro, nel 2021 è stato acquistato dalla Roma che lo ha integrato nel proprio settore giovanile. Il 5 maggio 2023 ha firmato il suo primo contratto professionistico ed il 9 novembre seguente ha debuttato in prima squadra nell'incontro della fase a gironi di UEFA Europa League perso 2-0 contro lo Slavia Praga. Aggregato con costanza al gruppo della prima squadra nei mesi successivi, il 22 aprile ha fatto il suo esordio anche in Serie A nella partita persa 3-1 contro il Bologna.
Il 2 settembre 2024 è stato ceduto a titolo definitivo all'Al-Ettifaq, club della prima divisione saudita.

### Nazionale
Ha giocato nella nazionale giovanile portoghese Under-19.

## Statistiche

### Presenze e reti nei club
Statistiche aggiornate al 10 maggio 2025.
| Stagione        | Squadra         | Campionato      | Campionato | Campionato | Coppe nazionali | Coppe nazionali | Coppe nazionali | Coppe continentali | Coppe continentali | Coppe continentali | Altre coppe | Altre coppe | Altre coppe | Totale | Totale | Totale |
| Stagione        | Squadra         | Comp            | Pres       | Reti       | Comp            | Pres            | Reti            | Comp               | Pres               | Reti               | Comp        | Pres        | Reti        | Pres   | Reti   |        |
| --------------- | --------------- | --------------- | ---------- | ---------- | --------------- | --------------- | --------------- | ------------------ | ------------------ | ------------------ | ----------- | ----------- | ----------- | ------ | ------ | ------ |
| 2023-2024       | Roma            | A               | 3          | 0          | CI              | 0               | 0               | UEL                | 2                  | 0                  | -           | -           | -           | 5      | 0      |        |
| 2024-2025       | Al-Ettifaq      | SPL             | 24         | 4          | KC              | 2               | 0               | -                  | -                  | -                  | -           | -           | -           | 26     | 4      |        |
| Totale carriera | Totale carriera | Totale carriera | 27         | 4          |                 | 2               | 0               |                    | 2                  | 0                  |             | -           | -           | 31     | 4      |        |

### Cronologia presenze e reti in nazionale
| Cronologia completa delle presenze e delle reti in nazionale ― Portogallo under 20 | Cronologia completa delle presenze e delle reti in nazionale ― Portogallo under 20 | Cronologia completa delle presenze e delle reti in nazionale ― Portogallo under 20 | Cronologia completa delle presenze e delle reti in nazionale ― Portogallo under 20 | Cronologia completa delle presenze e delle reti in nazionale ― Portogallo under 20 | Cronologia completa delle presenze e delle reti in nazionale ― Portogallo under 20 | Cronologia completa delle presenze e delle reti in nazionale ― Portogallo under 20 | Cronologia completa delle presenze e delle reti in nazionale ― Portogallo under 20 |
| Data                                                                               | Città                                                                              | In casa                                                                            | Risultato                                                                          | Ospiti                                                                             | Competizione                                                                       | Reti                                                                               | Note                                                                               |
| ---------------------------------------------------------------------------------- | ---------------------------------------------------------------------------------- | ---------------------------------------------------------------------------------- | ---------------------------------------------------------------------------------- | ---------------------------------------------------------------------------------- | ---------------------------------------------------------------------------------- | ---------------------------------------------------------------------------------- | ---------------------------------------------------------------------------------- |
| 14-11-2024                                                                         | ?                                                                                  | Romania under 20                                                                   | 1 – 1                                                                              | Portogallo under 20                                                                | Elite League Under-20                                                              | -                                                                                  | 84’                                                                                |
| 18-11-2024                                                                         | Barcelos                                                                           | Portogallo under 20                                                                | 1 – 1                                                                              | Rep. Ceca under 20                                                                 | Elite League Under-20                                                              | -                                                                                  | 67’                                                                                |
| Totale                                                                             |                                                                                    | Presenze                                                                           | 2                                                                                  |                                                                                    | Reti                                                                               | 0                                                                                  |                                                                                    |

| Cronologia completa delle presenze e delle reti in nazionale ― Portogallo under 19 | Cronologia completa delle presenze e delle reti in nazionale ― Portogallo under 19 | Cronologia completa delle presenze e delle reti in nazionale ― Portogallo under 19 | Cronologia completa delle presenze e delle reti in nazionale ― Portogallo under 19 | Cronologia completa delle presenze e delle reti in nazionale ― Portogallo under 19 | Cronologia completa delle presenze e delle reti in nazionale ― Portogallo under 19 | Cronologia completa delle presenze e delle reti in nazionale ― Portogallo under 19 | Cronologia completa delle presenze e delle reti in nazionale ― Portogallo under 19 |
| Data                                                                               | Città                                                                              | In casa                                                                            | Risultato                                                                          | Ospiti                                                                             | Competizione                                                                       | Reti                                                                               | Note                                                                               |
| ---------------------------------------------------------------------------------- | ---------------------------------------------------------------------------------- | ---------------------------------------------------------------------------------- | ---------------------------------------------------------------------------------- | ---------------------------------------------------------------------------------- | ---------------------------------------------------------------------------------- | ---------------------------------------------------------------------------------- | ---------------------------------------------------------------------------------- |
| 11-10-2023                                                                         | San Pedro del Pinatar                                                              | Portogallo under 19                                                                | 6 – 0                                                                              | Fær Øer under 19                                                                   | Amichevole                                                                         | -                                                                                  | 75’                                                                                |
| 15-10-2023                                                                         | San Pedro del Pinatar                                                              | Scozia under 19                                                                    | 1 – 2                                                                              | Portogallo under 19                                                                | Amichevole                                                                         | -                                                                                  | 77’                                                                                |
| 18-11-2023                                                                         | Belfast                                                                            | Portogallo under 19                                                                | 2 – 0                                                                              | Ungheria under 19                                                                  | Amichevole                                                                         | -                                                                                  | 81’                                                                                |
| Totale                                                                             |                                                                                    | Presenze                                                                           | 3                                                                                  |                                                                                    | Reti                                                                               | 0                                                                                  |                                                                                    |

## Palmarès

### Competizioni giovanili
- Coppa Italia Primavera: 1

Roma: 2022-2023
- Supercoppa Primavera: 1

Roma: 2023